# Riomayor (Boal)
Riomayor (oficialmente y en asturiano: Riumayor) es una casería perteneciente a la parroquia de Boal, en el concejo de Boal, comarca de Eo-Navia, Principado de Asturias, España.
Está situado a unos 200 m de altura sobre el nivel del mar, y se encuentra actualmente deshabitado (INE, 2013). Dista unos 3,8 km de la capital del concejo, tomando desde esta la carretera AS-12 en dirección a Grandas de Salime, y desviándose a la izquierda en San Luis, por la AS-35 en dirección a Villayón.